# Бакряж
Бакряж — село в Ачитском городском округе Свердловской области. Управляется Бакряжским сельским советом.

## География
Село располагается в верхнем течении реки Бакряж в 15 километрах на северо-запад от посёлка городского типа Ачит.

### Часовой пояс
Бакряж, как и вся Свердловская область, находится в часовой зоне МСК+2. Смещение применяемого времени относительно UTC составляет +5:00.

## Население
| 2002 | 2010 | 2021 |
| ---- | ---- | ---- |
| 720  | ↘669 | ↘633 |

## Инфраструктура
Село разделено на 7 улиц (8 Марта, Гагарина, Заречная, Мира, Молодёжная, Новая, Советская) и переулок Школьный.